# Bassillac
Bassillac korábbi község Franciaországban, Dordogne megyében. Lakosainak száma 1902 fő (2018. január 1.). Bassillac Le Change, Eyliac, Boulazac és Saint-Laurent-sur-Manoire községekkel határos.
2017. január 1-jén öt másik korábbi községgel egyesült és az így létrejött Bassillac et Auberoche új község része lett.

## Népesség
A település népességének változása:
| Lakosok száma | 1795 | 1786 | 1877 | 4555 | 1936 | 1902 |
|               | 2010 | 2013 | 2015 | 2016 | 2017 | 2018 |